# Ragnarok Online
Ragnarok Online (abgekürzt RO) ist ein Massively Multiplayer Online Role-Playing Game (MMORPG), welches ursprünglich von Lead-Designer Kim Hakkyu, arbeitend für die Gravity Corp. mit Sitz in Südkorea entwickelt wurde. Aufgrund von Streitigkeiten zwischen ihm und dem späteren Hauptfinanzier Samsung verließ er jedoch Gravity, einschließlich eines Großteils des Entwicklerteams und entwickelt derzeit das MMOG Granado Espada. Gravity Corp. selbst befindet sich mittlerweile nach der Beendigung des Vertrags mit Samsung zum Großteil in der Hand der SoftBank Group, welche gleichzeitig auch Mutterkonzern für Gung-Ho, dem Betreiber der japanischen RO Version, ist.
Im Herbst 2004 gab es neben dem Server Chaos noch einen zweiten Server Loki. Insgesamt spielten bis zu 6.000 Spieler gleichzeitig. Im Herbst 2005 gab es 500.000 registrierte Spieler in Europa. In Japan hatte das Spiel bereits 2004 500.000 registrierte Spieler.
Ragnarok Online war in Taiwan und Thailand das beliebteste Spiel und das erste MMORPG-Spiel, das sich auf den Philippinen verbreitete.

## Stil
Der Hintergrund des Spiels basiert auf dem Manhwa „Ragnarök“ von Lee Myung-Jin, das sich lose an Ragnarök der nordischen Mythologie anlehnt. Um dieser Vorlage gerecht zu werden, hat man sich für einen ungewöhnlichen Grafikstil entschieden. Während die Umgebung in 3D dargestellt wird, werden Spielfiguren und Gegner durch zweidimensionale Sprites dargestellt.

## Spielprinzip
Das Hauptelement von Ragnarok Online ist, wie bei den meisten Rollenspielen der Aufbau und die Ausrüstung der eigenen Spielfigur. Dies wird hauptsächlich durch den Kampf gegen Monster erreicht (üblicherweise als PvE bezeichnet). In speziellen Gebieten können auch die Spieler gegeneinander antreten (PvP). Des Weiteren können Spieler Gruppen (Partys) bilden, um gemeinsam zu spielen. Während die Gruppen in der Regel lose, kurzzeitige Zweckbündnisse sind, besteht auch die Möglichkeit, sich mit anderen Spielern zu festen Gilden zusammenzuschließen. In Gruppen zusammengeschlossen, können Spieler gegen stärkere Gegner, sogenannte Bosse, antreten oder Quests zu absolvieren. Dabei werden die Erfahrungspunkte, wenn es von der Gruppe gewünscht wird, aufgeteilt.
Zweimal pro Woche findet für jeweils zwei Stunden ein Gildenkrieg statt, der sogenannte War of Emperium (kurz: WoE), bei dem Gilden gegeneinander um Burgen kämpfen. Ziel ist der Besitz möglichst vieler Burgen, die der jeweiligen Gilde gewisse Vorteile gewährt. In jeder Burg gibt es einen großen, goldenen Kristall, das namensgebende Emperium. Zur Eroberung muss eine etwaig vorhandene Verteidigung gebrochen und dieser Kristall zerstört werden. Die Gilde, der der letzte Schlag gelingt, wird dann neuer Besitzer der Burg. Die Gilden, die zu Ende des War of Emperium eine der Burgen besetzt halten, behalten diese bis zum nächsten War of Emperium.
Durch die Burgen gelangen die besitzenden Gilden an Schatztruhen, die wertvolle Gegenstände enthalten können und erhalten zusätzlich Zugang zu einem der vier Guild Dungeons, Karten mit stärkeren Monstern, die mehr Erfahrungspunkte verleihen, in denen die Spieler aber auch von rivalisierenden Gildenmitgliedern angegriffen werden können (PvP).
Viele Spieler, besonders diejenigen nahe der höchsten Stufe, sehen Erfolg im War of Emperium als das Hauptziel des Spiels und optimieren ihre Spielfiguren für diesen Zweck.
Im ersten Quartal 2008 wurde auf den europäischen Ragnarok-Online-Servern das War of Emperium: Second Edition (WoE:SE) eingeführt. Dies brachte pro Castlemap 5 neue, deutlich größere und besser geschützte Burgen. Für diese Burgen existieren keine Guild Dungeons.

## Gilden
Wie in vielen MMORPGs, ist es in Ragnarok Online möglich eine Gilde zu gründen. In der gleichnamigen Manhwa-Vorlage geht es um die Rivalität zwischen Gilden. Gilden sind meist Gemeinschaften von befreundeten Spielern und außerdem Voraussetzung für die Teilnahme am War of Emperium. Diese Gilden können mit bis zu drei anderen Gilden Allianzen schließen. Alliierte Gilden können sich im War of Emperium und im Guild Dungeon nicht gegenseitig angreifen oder verletzen.
Wie die Spielfiguren können auch die Gilden Erfahrungspunkte sammeln, um eine höhere Stufe zu erreichen. Dies geschieht, indem die Spieler einer Gilde einen Teil der erlangten Erfahrungspunkte mithilfe einer sogenannten Steuer (Tax) an die Gilde abtreten. Der Gildenführer kann für jeden Rang, den er an die Spieler vergibt, einen spezifischen Steuersatz von 0 bis 50 Prozent festlegen. Sind genug Erfahrungspunkte gesammelt, so steigt die Gilde eine Stufe auf. Die Gilde kann so Gildenfähigkeiten erhalten, die ihnen Vorteile verleihen; die meisten davon fürs War of Emperium.

## Charaktersystem
Jeder Spieleraccount kann bis zu fünf Charaktere anlegen. Die Spielfiguren Ragnarok Onlines haben zwei voneinander unabhängige Level. Erstens das Base Level, welches die grundlegenden Charakterwerte beeinflusst und bis Level 99 geht und zweitens das Job-Level, welches die Erfahrung des Charakters in seiner Klasse (Jobklassen genannt) repräsentiert und bei jedem Klassenwechsel wieder auf 1 gesetzt wird. Während das Base Level etwas über die allgemeine Kampfstärke des Charakters aussagt, repräsentiert das Job-Level die Palette an Spezialfähigkeiten, die ihm zur Verfügung steht.
Neue Spieler starten als Novize (Novice) und können, nachdem sie Job-Level 10 erreicht haben, zu einem der ersten 10 Berufe (1st Job) wechseln:
- Swordman (Schwertkämpfer, alternative engl. Bezeichnung ist Swordsman)
- Thief (Dieb)[14]
- Merchant (Händler)[14]
- Mage (Magier)
- Archer (Bogenschütze)
- Acolyte (Akolyth, Messdiener)[14]
- Taekwon Girl/Boy (Taekwondo-Kämpfer)
- Ninja
- Gunslinger („Revolverheld“, nutzt verschiedene Arten von Schusswaffen)

Novizen oder Charaktere, die bereits die erste Klassenspezialisierung vollzogen haben, können von einem im Spiel verheirateten Paar adoptiert werden, um in die Baby Class zu wechseln. Babycharaktere sind kleiner und können keine weitere Klassenänderungen vollziehen. Der Zustand kann nicht wieder aufgehoben werden. Das Kind und die Eltern erhalten besondere Fähigkeiten, um den Stufenaufstieg des Babys zu erleichtern bzw. die Eltern zu schützen.
Novizen, die ein Base Level von 45 erreicht haben, können zu der Klasse Super Novice wechseln. Diese Klasse besitzt keine weitere Spezialisierung, hat allerdings freie Auswahl unter allen Fähigkeiten der ersten Jobklassen (außer Skills die einen Bogen benötigen). Super Novices können Job-Level 99 erreichen.
Nachdem Job-Level 40 erreicht wurde, kann in weiterentwickelte Spezialisierungen der Jobklassen gewechselt werden (2nd Job). Es kann bis Job-Level 50 weitertrainiert werden, um weitere Fähigkeiten der ersten Klasse zu erlangen, bevor mit dem Wechsel die Möglichkeit erlischt.
Die Klassen, die sich nicht weiter spezialisieren können, Ninja und Gunslinger, können Joblevel 70 erreichen; Super Novices, können wie oben genannt bis Joblevel 99 aufsteigen.
Wird die maximale Stufe 99 erreicht und wurde die zweite Spezialisierung vollzogen, so kann der Spieler seine Spielfigur erneut über eine Wiedergeburt auf Level 1 senken und zu einem sogenannten High Novice machen lassen. Der Spieler kann diesen dann wieder trainieren, muss dabei allerdings genau denselben Klassenpfad einschlagen wie beim ersten Mal und benötigt zum Aufsteigen bis zur höchsten Stufe etwa das Dreifache an Erfahrungspunkten. Dafür erhalten wiedergeborene Charaktere ca. 30 % mehr Health Points und Spell Points und zusätzliche Fähigkeiten und können statt Job-Level 50 bis auf 70 aufsteigen.
| Novice Class              | Novice Class  | Novice Class | Novice Class | Novice Class | Novice Class        | Novice Class     | Novice Class  | Novice Class             | Novice Class         | Novice Class | Novice Class        | Novice Class                    | Novice Class | Novice Class | Novice Class | Novice Class |
| ------------------------- | ------------- | ------------ | ------------ | ------------ | ------------------- | ---------------- | ------------- | ------------------------ | -------------------- | ------------ | ------------------- | ------------------------------- | ------------ | ------------ | ------------ | ------------ |
| Novice                    |               |              |              |              |                     |                  |               |                          |                      |              |                     |                                 |              |              |              |              |
| Super Novice              |               |              |              |              |                     |                  |               |                          |                      |              |                     |                                 |              |              |              |              |
| First Class               |               |              |              |              |                     |                  |               |                          |                      |              |                     |                                 |              |              |              |              |
| Swordman                  | Swordman      | Acolyte      | Acolyte      | Mage         | Mage                | Thief            | Thief         | Merchant                 | Merchant             | Archer       | Archer              | Taekwon Kid                     | Taekwon Kid  | Ninja        | Gunslinger   |              |
| Second Class              |               |              |              |              |                     |                  |               |                          |                      |              |                     |                                 |              | Ninja        | Gunslinger   |              |
| Knight                    | Crusader      | Priest       | Monk         | Wizard       | Sage                | Assassin         | Rogue         | Blacksmith               | Alchemist            | Hunter       | Bard / Dancer       | Star Gladiator (Taekwon Master) | Soul Linker  | Ninja        | Gunslinger   |              |
| Transcendent Novice Class |               |              |              |              |                     |                  |               |                          |                      |              |                     | Star Gladiator (Taekwon Master) | Soul Linker  | Ninja        | Gunslinger   |              |
| High Novice               |               |              |              |              |                     |                  |               |                          |                      |              |                     | Star Gladiator (Taekwon Master) | Soul Linker  | Ninja        | Gunslinger   |              |
| Transcendent First Class  |               |              |              |              |                     |                  |               |                          |                      |              |                     | Star Gladiator (Taekwon Master) | Soul Linker  | Ninja        | Gunslinger   |              |
| High Swordman             | High Swordman | High Acolyte | High Acolyte | High Mage    | High Mage           | High Thief       | High Thief    | High Merchant            | High Merchant        | High Archer  | High Archer         | Star Gladiator (Taekwon Master) | Soul Linker  | Ninja        | Gunslinger   |              |
| Transcendent Second Class |               |              |              |              |                     |                  |               |                          |                      |              |                     | Star Gladiator (Taekwon Master) | Soul Linker  | Ninja        | Gunslinger   |              |
| Lord Knight               | Paladin       | High Priest  | Champion     | High Wizard  | Professor (Scholar) | Assassin Cross   | Stalker       | Whitesmith (Mastersmith) | Creator (Biochemist) | Sniper       | Clown / Gypsy       | Star Gladiator (Taekwon Master) | Soul Linker  | Ninja        | Gunslinger   |              |
| Third Class               |               |              |              |              |                     |                  |               |                          |                      |              |                     | Star Gladiator (Taekwon Master) | Soul Linker  | Ninja        | Gunslinger   |              |
| Rune Knight               | Royal Guard   | Arc Bishop   | Shura        | Warlock      | Sorcerer            | Guillotine Cross | Shadow Chaser | Mechanic                 | Genetic              | Ranger       | Minstrel / Wanderer | Star Gladiator (Taekwon Master) | Soul Linker  | Ninja        | Gunslinger   |              |

## Vermarktung
Im Gegensatz zu vielen anderen MMOGs gibt es keine zentral betriebene und vermarktete Spielversion für die ganze Welt. Stattdessen gibt es mehrere, voneinander unabhängige, lokalisierte Versionen. Stattdessen werden Lizenzen an Franchise-Unternehmen in aller Welt verkauft, die jeweils eine von den anderen unabhängige Version mit zum Teil leichten inhaltlichen Unterschieden in einer bestimmten Region vermarkten. Von den lokalisierten Servern wird lediglich die koreanische Version vom Entwickler Gravity selbst betrieben.
Die verschiedenen Server tragen Kürzel, bei denen ein oder zwei Kleinbuchstaben vor der Spielabkürzung RO (xxRO) indizieren, um welche Version es sich handelt.
Derzeit gibt es folgende lokalisierte Versionen des Spiels für:
- Korea (kRO)[16] (Hier erscheinen Updates zuerst, bis sie auf andere Spielwelten portiert werden)
- Japan (jRO)
- Thailand (tRO)[16]
- VR China (cRO)[16]
- Indonesien (idRO)
- Indien (inRO)[17]
- Brasilien (bRO)
- Russland (rRO)
- Malaysia (mRO)
- Europa (euRO) – wurde am 30. September 2010 um 24 Uhr geschlossen
- Philippinen (pRO) – geschlossen, Accounts nach iRO transferiert, seit Juni 2017 Beta-Server wieder online
- Taiwan/Hongkong (twRO)[16]
- Vietnam (vRO)[16]
- 4game – ausschließlich europäische Spieler, Server wurde im September 2019 geöffnet.
- Vereinigte Arabische Emirate (aRO) – eingestellt am 31. Januar 2013
- Internationale (iRO) – für die USA und jegliche andere Länder mit oder ohne eigene Version / Seit 25. Mai 2018 ist von Europa aus eine Verbindung auf den IRO-Server nicht mehr möglich. Wegen der Datenschutz-Grundverordnung (DSGVO) wurde ein IP-Block eingerichtet.

Alle diese Versionen – außer inRO, aRO und fRO, welche sich alleine durch kaufbare Gegenstände finanzieren – bieten die Zugangssoftware kostenlos an und finanzieren sich über monatliche Beiträge der Spieler. Die meisten Versionen bieten eine zwischen einer Woche und einem Monat lange kostenlose Probezeit an, nach deren Ablauf bezahlt werden muss, um weiterspielen zu können.
Es bestehen Pauschalangebote für 1 Monat bis 1 Jahr und für Gelegenheitsspieler die Möglichkeit 30 Stunden Netto-Spielzeit zu kaufen, die nur angerechnet werden, wenn der Spieler online ist.
Einige Versionen, wie zum Beispiel iRO, cRO und twRO, bieten mittlerweile auch kostenlose Server an, die allerdings auch einige Einschränkungen mit sich bringen. So kann man beispielsweise nicht von einer Stadt zu einer anderen teleportieren oder man verliert beim Tod ein 10-Faches der Erfahrungspunkte, die man normalerweise nicht verliert.
Das 'Maskottchen' des Spieles (Ein Monster namens Poring) ziert eine Reihe von Merchandising-Produkten und ist auch als Plüschtier erhältlich.

## Private Server
Als private Server (pServer) werden von Privatleuten betriebene Ragnarok-Online-Server bezeichnet, denen entweder die offizielle Server-Software AEGIS oder ein entsprechender Emulator, wie vor allem eAthena, zugrunde liegt. AEGIS wurde durch Sicherheitslöcher oder Angestellte der offiziellen Serverbetreiber mehrmals geleakt. Da die Software auf diese Weise nicht immer vollständig beschafft werden kann, müssen auch auf privaten AEGIS-Servern Teile der Software emuliert werden.
Die Betreiber von privaten Servern finanzieren sich meist durch sogenannte „Donations“ (dt. „Spenden“), da sie keine monatlichen Spielentgelte wie die offiziellen Server erheben. Diese Spenden werden oft durch spezielle Gegenstände belohnt, weshalb der Begriff „Spende“ hier eigentlich nicht genutzt werden kann. Vergleichbar sind diese Donations mit den „Item-Shops“ der offiziellen Server. Es können einfache Gegenstände, aber auch ausführliche und starke Ausrüstungsteile für entsprechenden Preis erworben werden. Diese werden dann durch automatische System oder die Administratoren oder sogenannten Game Mastern (kurz: GM) mit passenden Autorisierungen erstellt und an den Spieler gegeben. Dies geschieht entweder direkt ins Inventar oder per Mailing-System innerhalb der Spielwelt.
Die meisten Server bieten häufig Vielfache der normalen Erfahrungs- und Droprate an. Während die normalen Raten als 1/1/1 (BaseEXP-Rate/JobEXP-Rate/(Item-)Drop-Rate) definiert sind, bezeichnet zum Beispiel 10/10/10, dass ein Server zehn Mal so viel Erfahrung vergibt und die Chance, von einem Monster einen Gegenstand zu erhalten verzehnfacht ist.
Die Legalität von pServern ist ein oft diskutiertes Thema. Dass das Betreiben eines
Servers mit AEGIS Software illegal ist, ist selten strittig, da hier die Originalsoftware der Entwicklungsfirma verwendet wird. Die Emulatoren hingegen sind zum größten Teil Open-Source-Projekte und wurden komplett von Privatleuten selbst programmiert.
Allerdings erfordert das Verbinden zu jedem pServer eine Veränderung des Ragnarok-Online-Clients, die letztlich strafbar ist. Dies ist jedoch in erster Linie ein Rechtsverstoß durch den Spieler und nicht den Serverbetreiber, solange dieser die benötigten Veränderungen am Clienten nicht öffentlich zum Download anbietet.
Dennoch bedient sich der Serverbetreiber durch die Emulation des Systems des geistigen Eigentums der Entwicklungsfirma, namentlich der Spielidee, Namen der Klassen etc.

## Bots
Bots (Kurzform für „Robots“) sind Anwendungen von Drittanbietern, die automatisiert die Charaktere steuern und z. B. den Charakter trainieren und Gegenstände suchen können. Diesbezügliche Varianten können auf offiziellen Servern untersagt werden. Wobei allerdings gemeinnützige Bots, ohne Vorteil für eine Einzelperson, von den jeweiligen Serverbetreibern geduldet werden können. So benutzte z. B. Snipah, ein Communityprojekt zur Ermittlung der aktuellen Marktpreise, einen Bot, der die Läden der anderen Spieler in einer Stadt durchsuchte und die Preise speicherte.

## Clientmodifikationen
Durch den einfachen Aufbau des Spiels und der klaren Strukturierung des Clients, sind im Laufe der Zeit verschiedenste Veränderungen (Mods) veröffentlicht worden. Diese reichen vom einfachen Austauschen der Fähigkeiteneffekte (um beispielsweise nur bestimmte Fähigkeiten im PvP oder War of Emperium anzuzeigen), bis hin zu direkten Hacks der EXE-Datei. Der Sinn und Zweck ist der Vorteil gegenüber anderen Spielern. Da solche Mods nur die eigenen Anzeigen verändern, nicht aber die der Mitspieler, ist es schwer sie zu ahnden. Auch wenn die Endbenutzervereinbarung Veränderungen am Clienten konkret verbietet, können nur offensichtliche Fälle wie Hacks, die das Sehen und somit Angreifen unsichtbarer Spieler ermöglichen, bestraft werden.

## Rezeption
Ragnarok Online hat bei Metacritic eine Bewertung von 79. Gamestar bewertete das Spiel wegen der Grafik mit 51 %.

## Ragnarok Online 2
Auf der Tokyoter Spielemesse im September 2005 wurde der Nachfolger Ragnarok Online 2 präsentiert. Die größten Neuerungen sind eine zeitgemäßere 3D-Engine (Unreal 2 Engine), bei der auch die Spieler und Gegner nicht mehr als Sprites, sondern als 3D-Modelle dargestellt werden, sowie die Wahl zwischen 3 verschiedenen Völkern mit sehr unterschiedlichen Klassensystemen haben. Diese Völker sind Normans, Ellrs und Dimagos. Die drei Völker haben verschieden gesetzte Stärken.
Ein neues System zur Charakterentwicklung soll zudem eine weitere Verbesserung am System dieses Onlinespiels sein.
Bereits bekannte Jobklassen der sogenannten Normans:
- Novice (Novize)
- Enchanter (Zauberer)
- Recruit (Rekrut)
- Clown
- Swordman (Schwertkämpfer, korrekte engl. Bezeichnung ist Swordsman)
- Thief (Dieb)

## Ragnarok DS
GungHo hatte die Umsetzung der PC-Version des Massively Multiplayer Online Role-Playing Game Ragnarok Online für Nintendos portable Spielkonsole Nintendo DS im Juli 2007 angekündigt.
Ragnarok DS erschien am 18. Dezember 2008 in Japan und am 16. Februar 2010 in Nordamerika. Ein Termin für eine Veröffentlichung in Europa wurde nicht angekündigt.